# Брахими, Мергим
Мергим Брахими (алб. Mërgim Brahimi; род. 8 августа 1992 года, Исток, СРЮ) — косоварско-швейцарский футболист, полузащитник клуба «Виль» и национальной сборной Косова. Также выступал за молодёжные сборные Албании и Швейцарии, национальную сборную Албании. Косовский албанец.

## Ранняя жизнь
Брахими родился в семье косовских албанцев в городе Исток, Союзная Республика Югославия. Спустя два года после его рождения семья переехала в Цюрих в связи с ростом напряжённости в Косово. Отец уехал в Швейцарию гастарбайтером несколькими годами раньше.

## Клубная карьера

### Молодёжная карьера
В 1997 году Брахими начал заниматься в системе местного клуба «Ред Стар Цюрих». Занимался в клубе до 2007 года, затем перешёл в «Грассхоппер». С 2010 года начал выступать в молодёжном составе клуба.

### «Грассхоппер»
2 октября 2011 года Брахими дебютировал во взрослом составе «Грассхоппера», где вышел на замену на 21-й минуте матча. Сразу начал показывать хорошую игру, но матч был прерван из-за беспорядков в фанатском секторе «Грассхоппера». Клубу было присвоено техническое поражение 3:0. Впервые в стартовом составе Брахими вышел 16 октября 2011 года в матче Кубка Швейцарии против «Кьяссо», однако, был заменён на 77-й минуте матча. «Грассхоппер» выиграл встречу со счётом 1:0. Свой первый гол Брахими забил 28 июля 2012 года в матче против «Базеля», где он вышел на замену на 80-й минуте и забил гол спустя три минуты.

### Аренда в «Арау»
16 сентября 2013 года Брахими перешёл на правах аренды в «Арау». Сыграл в клубе 4 матча. 1 января 2014 года вернулся в «Грассхоппер».

### Аренда в «Волен»
28 февраля 2014 года Брахими был снова отправлен в аренду. На этот раз в «Волен», который выступал в Челлендж-лиге. За «Волен» Брахими сыграл 15 матчей и забил 5 голов. В целом, его выступления понравились клубу и «Волен» решил выкупить контракт на полузащитника.

### «Волен»
1 июля 2014 года «Волен» официально объявил о переходе Брахими.

## Международная карьера

### Молодёжная сборная Албании
В марте 2011 года Брахими был вызван в молодёжную сборную Албании для участия в товарищеских матчах.
26 августа 2011 года получил вызов в юношескую сборную Швейцарии до 20 лет для участия в товарищеских матчах против юношеских сборных Италии и Германии. Однако, Брахими отказался от этого предложения и предпочёл выступить за сборную Албании. 26 августа 2011 года Брахими официально получил албанское гражданство вместе со своим товарищем по «Грассхопперу» Имраном Буньяку, чтобы иметь право сыграть за молодёжную сборную Албании на отборочном турнире Чемпионата Европы среди молодёжных команд 2013 года.

### Национальная сборная Албании
Брахими впервые был вызван в национальную сборную Албании для участия в товарищеских встречах со сборными Катара и Ирана. Дебютировал в сборной 27 мая 2012 года в матче против Ирана.

### Молодёжная сборная Швейцарии
Брахими также выступал за молодёжную сборную Швейцарии в матчах отборочного турнира Чемпионата Европы среди молодёжных команд. Сыграл в 4 официальных встречах и забил два гола.

### Национальная сборная Косова
В 2015 году сменил албанское гражданство на косовское. Сделал дубль в дебютном матче за сборную Косова в матче против сборной Экваториальной Гвинеи.

## Статистика выступлений

### В сборной
| Матчи и голы Мергима Брахими за сборную Косова | Матчи и голы Мергима Брахими за сборную Косова | Матчи и голы Мергима Брахими за сборную Косова | Матчи и голы Мергима Брахими за сборную Косова | Матчи и голы Мергима Брахими за сборную Косова | Матчи и голы Мергима Брахими за сборную Косова | Матчи и голы Мергима Брахими за сборную Косова |
| №                                              | Дата                                           | Место проведения                               | Соперник                                       | Счёт                                           | Голы                                           | Соревнование                                   |
| ---------------------------------------------- | ---------------------------------------------- | ---------------------------------------------- | ---------------------------------------------- | ---------------------------------------------- | ---------------------------------------------- | ---------------------------------------------- |
| 1                                              | 10 октября 2015                                | Городской стадион, Приштина                    | Экваториальная Гвинея                          | 2:0                                            | 2                                              | Товарищеский матч                              |
| 2                                              | 13 ноября 2015                                 | Городской стадион, Приштина                    | Албания                                        | 2:2                                            | —                                              | Товарищеский матч                              |

Итого: 2 матча / 2 гола; eu-football.info.